# Korczunek (obwód tarnopolski)
Korczunek (ukr. Корчунок, Korczunok) – wieś na Ukrainie, w  obwodzie tarnopolskim, w rejonie tarnopolskim.
Do 2020 w rejonie zborowskim.